# لوك بوجول
لوك بوجول (بالفرنسية: Loïc Poujol)‏ (مواليد 27 فبراير 1989 في روديز - فرنسا) لاعب كرة قدم فرنسي يلعب حاليا لصالح نادي الدرجة الأولى سوشو الفرنسي منذ 2004 في مركز الوسط المحوري .

## روابط خارجية
- لوك بوجول على موقع قاعدة بيانات كرة القدم.إي يو (الإنجليزية)
- لوك بوجول على موقع Soccerway.com (الإنجليزية)
- لوك بوجول على موقع AS.com (الإسبانية)